# Светлый Путь (Пензенская область)
Светлый Путь — посёлок в Белинском районе Пензенской области России. Входит в состав Козловского сельсовета.

## География
Расположена в 3,5 км к северу от села Козловка, на р. Чембар.

## Население
| 2010 |
| ---- |
| 13   |

Посёлок является местом компактного расселения мордвы.

## История
Основан 1-й половине ХХ в, как сельскохозяйственная артель. Входил в состав Карасаевской сельсовета. Отделение колхоза «Большевик».